# Lee Chang-min
Pour les articles homonymes, voir Lee.
Lee Chang-min, né le 20 janvier 1994 en Corée du Sud, est un footballeur sud-coréen. Il évolue au poste de milieu de terrain au Jeju United.

## Carrière

### En club
Il participe à la Ligue des champions d'Asie avec le club de Jeju United. Lors de cette compétition, il inscrit un doublé contre le Gamba Osaka en mars 2017.

### En sélection
Avec les moins de 19 ans, il participe au championnat d'Asie des moins de 19 ans en 2012. Il joue un match lors de ce tournoi, contre la Chine. La Corée du Sud remporte la compétition en battant l'Irak en finale, après une séance de tirs au but.
Avec les moins de 20 ans, il dispute la Coupe du monde des moins de 20 ans en 2013. Lors du mondial junior, il joue quatre matchs. La Corée du Sud est battue en quart de finale par l'Irak, après une séance de tirs au but.
Il participe ensuite aux Jeux olympiques 2016 avec la Corée du Sud. Il joue deux matchs lors du tournoi olympique, contre les Fidji et le Mexique. La Corée du Sud est éliminée en quart de finale par le Honduras.

## Statistiques
| Saison                | Club                  | Championnat           | Championnat | Championnat | Coupe(s) nationale(s) | Coupe(s) nationale(s) | Compétition(s) continentale(s) | Compétition(s) continentale(s) | Compétition(s) continentale(s) | Total | Total |
| Saison                | Club                  | Division              | M.          | B.          | M.                    | B.                    | Comp.                          | M.                             | B.                             | M.    | B.    |
| 2014                  | Gyeongnam FC          | K League Classic      | 34          | 2           | 0                     | 0                     | -                              | -                              | -                              | 34    | 2     |
| 2015                  | Jeonnam Dragons       | K League Classic      | 21          | 2           | 1                     | 0                     | -                              | -                              | -                              | 22    | 2     |
| Sous-total            | Sous-total            | Sous-total            | 55          | 4           | 1                     | 0                     | -                              | -                              | -                              | 56    | 4     |
| 2016                  | Jeju United           | K League Classic      | 21          | 2           | 0                     | 0                     | -                              | -                              | -                              | 21    | 2     |
| 2017                  | Jeju United           | K League Classic      | 13          | 1           | 0                     | 0                     | ACL                            | 8                              | 3                              | 21    | 4     |
| Sous-total            | Sous-total            | Sous-total            | 34          | 3           | 0                     | 0                     | -                              | 8                              | 3                              | 42    | 6     |
| Total sur la carrière | Total sur la carrière | Total sur la carrière | 89          | 7           | 1                     | 0                     | -                              | 8                              | 3                              | 98    | 10    |

## Palmarès
Il remporte le championnat d'Asie des moins de 19 ans en 2012 avec l'équipe de Corée du Sud des moins de 19 ans.
Il est finaliste du Championnat d'Asie des moins de 23 ans en 2016 avec l'équipe du Corée du Sud olympique.